# 16-я армия (вермахт)
16-я армия (нем. 16. Armee) — оперативное объединение вермахта во время Второй мировой войны. Создана 22 октября 1939 года из частей и штабов 3-й армии.

## Боевой путь
В мае-июне 1940 года 16-я армия участвовала во Французской кампании.
С 22 июня 1941 года участвовала в нападении на Советский Союз. Бои в Литве, затем в районе Двинска. В 1942-43 годах — бои в районе Демянска и Холма, Старорусская операция. В 1944 году — бои в районе Нарвы, затем в районе Риги. С ноября 1944 года и до конца войны — бои в Курляндском котле.
16-я армия прекратила боевые действия против советских войск 15 мая 1945 года (см. сводки Совинформбюро), после капитуляции Германии.

## Боевые действия

### Боевые действия 3 ноября 1941 года, 135-й день войны
Очень медленное продвижение 16-й армии в направлении Тихвина,.

## Состав армии
В июне 1941:
- 2-й армейский корпус
- 10-й армейский корпус
- 23-й армейский корпус
- 28-й армейский корпус

| - Части прямого армейского подчинения - 501-й полк армейских связи - 501-я рота пропаганды - 607-й геодезический батальон - 510-й метеорологический взвод - 516-й отряд по измерению дульных скоростей - 574-й картографический склад - 4-я батарея/55-й зенитный дивизион (рота охраны штаба) - 2/84-й артиллерийский полк - Штабная секция - (моторизованный) взвод связи - (моторизованная) топографическая секция - 3 батареи (3 240-мм чешских орудия на каждую) - 1 лёгкая (моторизованная) колонна снабжения боеприпасами (48 т) - Командующий ж/д войск 16 (Kommandeur der Eisenbahntruppen 16 (Kodeis 16)) - 16-й (моторизованный) железнодорожный полковой штаб - 1/4-й железнодорожный полковой штаб - 1/1-й (моторизованный) железнодорожный пионерный мастерский полк - 114-я железнодорожная пионерная рота - 122-я железнодорожная пионерная рота - 306-я полевая железнодорожная пионерная рота - 307-я полевая железнодорожная пионерная рота - 182-я штабная рота железнодорожных пионеров - 145-я железнодорожная рота связи - 149-я железнодорожная рота связи - 154-я рота железнодорожной связи - 15-й железнодорожно-строительный батальон (4 человека) - 202-я железнодорожная оперативная рота - 404-я железнодорожная пионерская парковая рота - 193-я водопроводная штабная рота - 26-й бронепоезд - 30-й бронепоезд - Командир войск люфтваффе - Группа фотоинтерпретации - 8-й (моторизованный) батальон связи люфтваффе - 2-й курьерский штаб - 1(H)/12 разведывательный штаб - Штаб 151-го зенитного полка - 1/13-й зенитный полк - 1/291-й зенитный полк - 1/411-й зенитный полк - 280-й армейский зенитный дивизион - 680-й пионерный полковой штаб - 800-й транспортный батальон - 566-й мостостроительный батальон (1) - 674-й мостостроительный батальон (1) - Мостостроительный отряд имени Герберта - 505-й (моторизованный) пионерный батальон - 3 (моторизованные) роты (9 ручных пулемётов на каждую) - 1 (моторизованная) лёгкая пионерская колонна снабжения - Клищский старший строительный штаб - 16-й командир строительных войск - 101-й (конный) строительный батальон - 120-й (конный) строительный батальон - 121-й (конный) строительный батальон - 306-й (конный) строительный батальон - 510-й дорожно-строительный батальон - 577-й дорожно-строительный батальон - 680-й дорожно-строительный батальон - 24-й штаб Имперской службы труда - 15-я группа «К» Имперской службы труда - 50-я группа «К» Имперской службы труда - 2-й батальон Организации Тодта - 3-й батальон Организации Тодта - Служба снабжения - 516-й штаб полка снабжения - 669-й штаб батальона снабжения z.b.V. - 684-й штаб батальона снабжения z.b.V. - 553-й (t-mot) батальон снабжения (3 роты) - 552-й (t-mot) батальон снабжения (3 роты) - 10-й железнодорожный транспортный отряд снабжения - 599-я рота боеприпасов - 573-й батальон снабжения (моторизованная) - 6 (моторизованных) тяжёлых колонн - 1 (моторизованная) тяжёлая топливная колонна - 1 (моторизованный) взвод технического обслуживания - 584-й (моторизованный) батальон снабжения - 6 (моторизованных) тяжёлых колонн - 1 (моторизованная) тяжёлая топливная колонна - 1 (моторизованный) взвод технического обслуживания - 838-й (моторизованный) лёгкая колонна снабжения - 742-я (моторизованная) лёгкая колонна снабжения - 44-я (моторизованная) лёгкая колонна снабжения - 745-я (моторизованная) лёгкая колонна снабжения - 753-я (моторизованная) лёгкая колонна снабжения - 755-я (моторизованная) лёгкая колонна снабжения - 759-я (моторизованная) лёгкая колонна снабжения - 503-й транспортный батальон - 5 транспортных формирований, каждое из которых имеет: - 5 (моторизованных) тяжёлых колонн снабжения - 503-й взвод технического обслуживания - 551-й автотранспортный парк - 551-я автотранспортная парковая рота - 6-й дорожный отряд (Travel Squad) - 10-й дорожный отряд - 582-й дорожный отряд - 8-я колонна замены транспортных средств - 106-я автотранспортная колонна - 73-я передвижная химическая лаборатория - 679-я (моторизованная) колонна лёгкого топлива - Парки - Артиллерийский парк - Парк войск реактивных миномётов - Парк армейской техники - Пехотный парк - Пионерский парк - Парк связи - 2/538-я (моторизованная) пионерская парковая рота - 531-я (моторизованная) рота пионерских мастерских - 553-я (моторизованная) рота полевых мастерских - Техническое обслуживание автомобилей - 153-я (моторизованная) рота технического обслуживания - 156-я (моторизованная) рота технического обслуживания - 191-я (моторизованная) рота технического обслуживания - 192-я рота технического обслуживания - Почтовые подразделения - 500-й полевой почтовый распределительный центр - 734-е полевое почтовое отделение - 280-е (моторизованное) полевое почтовое отделение - 740-е (моторизованное) полевое почтовое отделение - 751-е (моторизованное) полевое почтовое отделение - 752-й (моторизованный) полевой почтамт - Комиссариат - 557-я (моторизованная) мясная рота - 621-я (моторизованная) мясная рота - 622-я (моторизованная) мясная рота - 291-я (моторизованная) полевая пекарня - 621-я (моторизованная) полевая пекарня - 622-я (моторизованная) полевая пекарня - 505-й (моторизованный) вещевой отряд - 550-й (моторизованный) административный отряд - Медицина - 501-й (моторизованный) медицинский полковой штаб - 502-я рота скорой помощи - 504-я рота скорой помощи - 510-я рота скорой помощи - 614-я рота скорой помощи - 3/592-й (моторизованный) полевой госпиталь - 1/572-й (моторизованный) полевой госпиталь - 508-й полевой госпиталь - 502-й полевой госпиталь - 1/532-я (моторизованная) медицинская рота - 520 (tmot) медицинский парк - 578-я (моторизованная) рота обеззараживания - 637-я (моторизованная) рота обеззараживания - 3/615-й (моторизованный) базовый госпиталь - 3/571-й (моторизованный) базовый госпиталь - 1/615-й (моторизованный) базовый госпиталь - 1/531-й (моторизованный) базовый госпиталь - 506-я (моторизованная) медицинская транспортная рота - 521-я (моторизованная) медицинская транспортная рота - Ветеринарная служба - 521-й (t-mot) ветеринарный конный парк - 520-й (t-mot) ветеринарный конный парк - 520-й (t-mot) ветеринарный парк - 509-я (t-mot) лёгкая ветеринарная колонна снабжения - 615-я (t-mot) лёгкая ветеринарная колонна снабжения - 688-я (t-mot) лёгкая ветеринарная колонна снабжения - 3/606-я (моторизованная) лёгкая ветеринарная колонна снабжения - 1/523-я (моторизованная) лёгкая ветеринарная колонна снабжения - 2/523-я (моторизованная) лёгкая ветеринарная колонна снабжения - 1/573-я (моторизованная) лёгкая ветеринарная колонна снабжения - 2/573-я (моторизованная) лёгкая ветеринарная колонна снабжения - 615-й (моторизованный) ветеринарный отряд - Охрана тыла - 583-й командир тыловой зоны (Kommandant rückwärtiges Armeegebiet (Korück)) - 689-й (моторизованный) батальон военной полиции (3 роты) - 571-й вахтенный батальон (3 роты) - 531-й вахтенный батальон (3 роты) - 322-й командующий округом - 574-й командующий округом - 362-й командующий округом - 371-й командующий округом - 17-й пункт сбора заключенных - 18-й пункт сбора заключенных - 201-я охранная дивизия - 860-й охранный батальон (4 роты, 9 пулемётов на каждое) - 306-й охранный батальон (4 роты, 9 пулемётов на каждого) - 859-й охранный батальон (4 роты, 9 пулемётов на каждого) - 102-й лагерь для военнопленных «Интерум» - 860-й окружной командир V - 859-й окружной командир V - 818-й полевой командир - 819-й полевой командир - Прочие - 753-й батальон регулирования движения (2 роты) - 7-й технический батальон (2 (мот.) роты) | - II армейский корпус: - 402-й (моторизованный) картографический отряд - 402-й (моторизованный) батальон снабжения - 402-я (моторизованная) лёгкая колонна снабжения - 402-я (моторизованная) колонна тяжелого топлива - 402-й (моторизованный) взвод технического обслуживания - 42-й (моторизованный) батальон связи - 2 (моторизованные) роты перехвата сигналов - 1 (моторизованный) телефонная рота - 1 рота радиосвязи - 402-й (моторизованный) отряд военной полиции - 402-я (моторизованная) полевая почта - 105-е артиллерийское командование - 111-е артиллерийское командование - Штаб 603-го артиллерийского полка - 782-й артиллерийский полк - 2/72-й артиллерийский полк - Штабная секция - (моторизованный) взвод связи - (моторизованная) топографическая секция - 3 (моторизованные) батареи (4 100-мм орудия на каждую) - 1 лёгкая (моторизованная) колонна снабжения боеприпасами (20 т) - 526-й артиллерийский дивизион - Штабная секция - (моторизованный) взвод связи - (моторизованная) топографическая секция - 3 (моторизованные) батареи (4 150-мм гаубицы sFH 18 на каждую) - 1 лёгкая (моторизованная) колонна снабжения боеприпасами (48 т) - 636-й артиллерийский дивизион - Штабная секция - (моторизованный) взвод связи - (моторизованная) топографическая секция - 3 (моторизованные) батареи (4 210-мм гаубицы на каждую) - 1 лёгкая (моторизованная) колонна снабжения боеприпасами (48 т) - 809-й артиллерийский дивизион - Штабная секция - (моторизованный) взвод связи - (моторизованная) топографическая секция - 3 батареи (4 210-мм гаубицы на каждую) - 1 лёгкая (моторизованная) колонна снабжения боеприпасами (48 т) - 625-й артиллерийский дивизион - Штабная секция - (моторизованный) взвод связи - (моторизованная) топографическая секция - 3 (моторизованные) батареи (3 150-мм орудия на гаубичных повозках каждая) - Штаб 600-го дивизиона штурмовых орудий - 659-я батарея штурмовых орудий - 666-я батарея штурмовых орудий - 5-й наблюдательный батальон - 4/5-й батальон воздушных шаров - 1 (моторизованная) штабная батарея - 1 (моторизованная) геодезическая батарея - 1 (моторизованная) батарея звуковой разведки - 1 (моторизованная) батарея вспышек - 14-й наблюдательный батальон - 1 (моторизованная) штабная батарея - 1 (моторизованная) батарея наблюдения - 1 (моторизованная) батарея звуковых дальномеров - 1 (моторизованная) батарея проблесковых маячков - 3-й полковой штаб z.b.V. реактивных миномётов - 2-й дивизион реактивных миномётов - 9-й дивизион реактивных миномётов - 101-й батальон обеззараживания (Nebelwerfer) - 541-й пионерный полк - 44-й (моторизованный) пионерский батальон - 3 (моторизованные) роты (9 ручных пулемётов на каждую) - 1 (моторизованная) лёгкая пионерская колонна снабжения - 44-я (моторизованная) мостовая колонна Б - 656-й (конный) пионерский батальон - 3 роты (9 пулемётов на каждую) - 1 (моторизованный) лёгкая пионерская колонна снабжения - 448-я лёгкая транспортная колонна - 671-й (конный) пионерский батальон - 3 роты (9 пулемётов на каждую) - 447-я лёгкая транспортная колонна - 1/505-я мостовая колонна Б - 656-я мостовая колонна Б - 671-я мостовая колонна Б - 12-я мостовая колонна Б - 121-я мостовая колонна Б - 158-я мостовая колонна Т - 566-й мостовой батальон - 25-й (t-mot) строительный батальон - 2(H)/13-я разведывательная эскадрилья - 12-я пехотная дивизия: - Штабная рота дивизии (2 ручных пулемёта) - 12-й (моторизованный) картографический взвод - 12-й пехотный полк - Штабная рота полка - 1 взвод связи - 1 инженерный взвод (3 ручных пулемёта) - 1 кавалерийский взвод - 1 полковой оркестр - 1-й, 2-й и 3-й батальоны - 3 пехотные роты (12 ручных пулемёта, 3 ПТР и 2 50-мм миномёта) - 1 пулемётная рота (12 станковых пулемётов и 6 80-мм миномётов) - 1 (моторизованная) противотанковая батарея (5 LMG, 9 37-мм пушек Pak 36, 2 50-мм пушки PAK 38) - 48-й пехотный полк: то же, что и 12-й, но только 2 батальона - 49-й пехотный полк: то же, что и 12-й пехотный полк - 12-й разведывательный батальон - 1 (t-mot) взвод связи - 1 конная рота (3 ПТР, 9 ручных пулемётов и 2 станковых пулемёта) - 2 станковых пулемёта) - 1 велосипедный эскадрон (3 50-мм миномёта, 4 станковых пулемёта, 9 ручных пулемётов и 3 ПТ-ружья) - 1 (моторизованный) эскадрон поддержки - противотанковый взвод (1 ручной пулемёт и 3 37-мм Pak 36) - взвод орудий поддержки пехоты (4 75-мм LeIG) - миномётный взвод (6 80-мм миномётов) - 12-й противотанковый дивизион - 1 (моторизованный) взвод связи - 3 (моторизованные) противотанковые батареи (2 50-мм Pak 38, 9 37-мм пушек Pak 36 и 6 ручных пулемётов) - 12-й артиллерийский полк - Штаб полка и полковой оркестр - 3 артиллерийских батальона, каждый из которых имеет: - 1 штабная рота - 3 батареи (3 105-мм пулемёта и 2 ручных пулемёта) - 1/48-й артиллерийский полк - 1 штабная рота - 3 батареи (3 150-мм орудия sFH и 2 ручных пулемёта) - 12-й батальон связи - 1 (t-mot) телефонная рота (6 ручных пулемётов) - 1 (моторизованный) радиорота (4 ручных пулемёта) - 1 лёгкая колонна снабжения (1 ручной пулемёт) - 12-й пионерный батальон - 3 пионерские роты (9 пулемётов и 3 винтовки ПТ) (в одной роте была секция велосипедов) - 1 лёгкая инженерная колонна снабжения (на конной тяге) (2 пулемёта) - Отряд снабжения - 1/,3/12-я лёгкие колонны снабжения (2 пулемёта на каждую) - 4-6/12 конные колонны снабжения (4 пулемёта) - 7-9/12-е лёгкие конные колонны снабжения - 10/12-я лёгкая (моторизованная) колонна снабжения горючим - 12-я рота технического обслуживания - 12-я (t-mot) рота лёгкого снабжения (6 пулемётов) - 12-я (моторизованная) хлебопекарная рота - 12-я (моторизованная) мясная рота - 12-я (моторизованная) дивизионная квартирмейстерская рота - 1/12 Медицинская рота (2 ручных пулемёта) - 2/12 (моторизованная) медицинская рота (2 ручных пулемёта) - 12-я санитарная колонна - 12-я ветеринарная рота - 12-й (моторизованный) взвод военной полиции (1 РП) - 12-я (моторизованная) полевая почта - 32-я пехотная дивизия: - 32-й (моторизованный) картографический отряд - 32-й взвод мотоциклистов-посыльных - 4-й пехотный полк - 1 взвод связи - 1 пионерный взвод (3 ручных пулемёта) - 1 полковой оркестр - 1 взвод конной разведки - 3 батальона, каждый из которых имеет: - 3 стрелковые роты (12 ручных пулемёта по 3 50-мм миномёта на каждую) - 1 пулемётная рота (12 пулемётов и 6 80-мм миномётов) - 1 пехотная пулемётная рота (2 150-мм орудия SIG и 6 75-мм орудий LeIG) - 1 противотанковая батарея (12 37-мм пушек Pak 36 и 4 пулемёта) - 1 колонна снабжения лёгкой пехоты - 94-й пехотный полк: то же, что и 4-й пехотный полк - 96-й пехотный полк: такой же, как 4-й пехотный полк - 32-й артиллерийский полк - 1-й, 2-й и 32-й батальоны, каждый в составе: - 3 батареи (по 4 105-мм орудия и 2 ручных пулемёта) - 1/68-й артиллерийский полк - 3 батареи (4 150-мм орудия sFH и 2 ручных пулемёта на каждую) - 32-я артиллерийская наблюдательная батарея - 32-й противотанковый дивизион - 1 (моторизованный) взвод связи - 3 (моторизованные) противотанковые батареи (12 37-мм Pak 36 и 4 пулемёта на каждую) - 32-й разведывательный батальон - 1 (t-mot) взвод связи - 1 конный эскадрон (9 ручных пулемётов и 2 станковых пулемёта) - 1 велосипедный эскадрон (9 ручных пулемётов, 2 станковых пулемёта и 3 50-мм миномёта) - 1 (моторизованный) тяжелый эскадрон - 1 отделение пехотных орудий (2 75-мм ПТ-орудий) - 1 взвод бронеавтомобилей (2 машины) - 1 противотанковый взвод (3 37-мм Pak 36 и 1 ручной пулемёт) - 32-й пионерский батальон - 2 пионерские роты (9 пулемётов на каждую) - 1 (моторизованный) пионерская рота (9 ручных пулемётов) - 1 (моторизованная) мостовая колонна Б - 1 (моторизованный) пионерская колонна снабжения - 32-й батальон полевого пополнения (3 роты) - 32-й батальон связи - 1 (моторизованный) телефонная рота - 1 (моторизованный) радиорота - 1 (моторизованный) лёгкая колонна снабжения связи - 32-й отряд снабжения - 1-8/32-я (моторизованная) лёгкие колонны снабжения - 9/32-я (моторизованная) колонна лёгкого топлива - 1/32-я (моторизованная) рота технического обслуживания - 32-я рота снабжения - 32-я (моторизованная) полевая пекарня - 32-я (моторизованная) мясная рота - Администрация 32-й дивизии - 1/,2/32-я (моторизованная) медицинские роты - 1/,2/32-я роты скорой помощи - 32-я ветеринарная рота - 32-я (моторизованная) полевая почта - 32-й (моторизованный) отряд военной полиции - 121-я пехотная дивизия: - Штабная рота 121-й дивизии (2 пулемёта) - 121-й (моторизованный) картографический взвод - 405-й пехотный полк - Штабная рота полка - 1 взвод связи - 1 сапёрный взвод (3 ручных пулемёта) - 1 велосипедный взвод - 1 полковой оркестр - 1 велосипедный разведывательный взвод - 1-й, 2-й и 3-й батальоны - 3 пехотные роты (12 ручных пулемёта, 3 ПТР и 3 50-мм миномёта) - 1 пулемётная рота (12 станковых пулемётов и 6 80-мм миномётов) - 1 пехотная пулемётная рота (2 150-мм орудия SIG и 6 75-мм орудий LeIG) - 1 (моторизованная) противотанковая батарея (2 50-мм орудия PAK 38, 9 37-мм пушек Pak 36, 6 ручных пулемётов) - 407-й пехотный полк: то же, что и 405-й, но только 2 батальона - 408-й пехотный полк: то же, что и 405-й пехотный полк - 121-й разведывательный батальон - 1 (t-mot) взвод связи - 1 конная рота (9 ручных пулемётов и 2 станковых пулемёта) - 1 велосипедный эскадрон (3 50-мм миномёта, 2 станковых пулемёта, 9 ручных пулемётов и 3 ПТ-ружья) - 1 (моторизованный) эскадрон поддержки - Противотанковый взвод (1 ручной пулемёт и 3 37-мм Pak 36) - Пионерский взвод (3 ручных пулемёта) - Взвод орудий поддержки пехоты (2 75-мм пушки LeIG) - 121-й противотанковый дивизион - 1 (моторизованный) взвод связи - 3 (моторизованные) противотанковые батареи (2 50-мм Pak 38, 9 37-мм пушек Pak 36 и 6 ручных пулемётов) - 121-й артиллерийский полк - Штаб полка и полковой оркестр - 3 артиллерийских батальона, каждый из которых имеет: - 1 штабная рота - 3 батареи (3 105-мм пулемёта и 2 ручных пулемёта) - 1/48-й артиллерийский полк - 1 штабная рота - 3 батареи (3 150-мм орудия sFH и 2 ручных пулемёта) - 121-й батальон связи - 1 (t-mot) телефонная рота (6 ручных пулемётов) - 1 (моторизованный) радиорота (4 ручных пулемёта) - 1 лёгкая колонна снабжения (1 ручной пулемёт) - 121-й пионерный батальон - 2 пионерные роты (9 пулемётов на каждую) - 1 пионерная рота (9 ручных пулемётов) - 1 лёгкая инженерная колонна снабжения (на конной тяге) (2 пулемёта) - Отряд снабжения - 1-3/121-я лёгкие колонны снабжения (2 пулемёта на каждую) - 4-6/12 конные колонны снабжения (4 пулемёта) - 9/121-я лёгкая (моторизованная) колонна снабжения горючим - 121-я рота технического обслуживания - 121-я рота лёгкого снабжения (6 пулемётов) - 121-я (моторизованная) хлебопекарная рота - 121-я (моторизованная) мясная рота - 121-я (моторизованная) дивизионная квартирмейстерская рота - 1/121-я медицинская рота (2 ручных пулемёта) - 2/121-я (моторизованная) медицинская рота (2 ручных пулемёта) - 121-й полевой госпиталь - 1/,2/121-я санитарная колонна - 121-я ветеринарная рота - 121-й (моторизованный) взвод военной полиции (1 РП) - 121-я (моторизованная) полевая почта |

| - X армейский корпус: - 410-й (моторизованный) картографический отряд - 410-й (моторизованный) батальон снабжения - 410-я (моторизованная) лёгкая колонна снабжения - 410-я (моторизованная) колонна тяжелого топлива - 410-й (моторизованный) взвод технического обслуживания - 50-й (моторизованный) батальон связи - 2 (мот) роты перехвата сигналов - 1 (моторизованный) телефонная рота - 1 рота радиосвязи - 410-й (моторизованный) отряд военной полиции - 410-й (моторизованный) отделение полевой почты - 19-е артиллерийское командование - 130-е артиллерийское командование - Штаб 610-го артиллерийского полка - 153-й артиллерийский дивизион - Штабная секция - (моторизованный) взвод связи - (моторизованная) топографическая секция - 3 (моторизованные) батареи (4 100-мм орудия на каждую) - 1 лёгкая (моторизованная) колонна снабжения боеприпасами (20 т) - 2/47-й артиллерийский полк - Штабная секция - (моторизованный) взвод связи - (моторизованная) топографическая секция - 3 (моторизованные) батареи (4 150-мм гаубицы sFH 18 на каждую) - 1 лёгкая (моторизованная) колонна снабжения боеприпасами (48 т) - 843-й артиллерийский дивизион - Штабная секция - (моторизованный) взвод связи - (моторизованная) топографическая секция - 3 (моторизованные) батареи (4 150-мм гаубицы sFH 18 на каждую) - 1 лёгкая (моторизованная) колонна снабжения боеприпасами (48 т) - 667-я батарея штурмовых орудий - 19-й наблюдательный батальон - 1 (моторизованная) штабная батарея - 1 (моторизованный) геодезическая батарея - 1 (моторизованная) батарея звуковой разведки - 1 (моторизованная) батарея звуковой разведки - Штаб 514-го пионерного полка - 655-й пионерский батальон - 3 роты (9 пулемётов на каждую) - 1 (моторизованный) лёгкая пионерская колонна - 484-я лёгкая транспортная колонна - 657-й пионерный батальон - 3 роты (9 пулемётов на каждую) - 1 (моторизованный) лёгкая пионерская колонна - 499-я лёгкая транспортная колонна - Brüko M 36 (Dö) 5 pieces - 30-я мостовая колонна Б - 126-я мостовая колонна Б - 3-я батарея/52-й зенитный дивизион - 4(H)/23-я разведывательная эскадрилья - 30-я пехотная дивизия - 30-й (моторизованный) (мот) картографический отряд - 30-й мотоциклетный посыльный взвод - 6-й пехотный полк - 1 взвод связи - 1 пионерный взвод (3 ручных пулемёта) - 1 полковой оркестр - 3 батальона, каждый из которых имеет: - 3 стрелковые роты (12 ручных пулемёта и 3 50-мм миномёта) - 1 тяжелая рота (12 пулемётов и 6 80-мм миномётов) - 1 (моторизованная) противотанковая батарея (2 50-мм Pak 38, 9 37-мм Pak 36 и 4 ручных пулемёта) - 1 рота орудий поддержки пехоты (2 150-мм орудия SIG и 8 75-мм орудий LeIG) - 1 взвод конной разведки - 1 колонна снабжения лёгкой пехоты - 26-й пехотный полк: то же, что и 6-й пехотный полк - 46-й пехотный полк: то же, что и 6-й пехотный полк - 30-й противотанковый дивизион - 1 (моторизованный) взвод связи - 3 (моторизованные) противотанковые батареи (12 37-мм Pak 36 и 6 ручных пулемётов) - 30-й разведывательный батальон - 1 (t-mot) взвод связи - 2 (мот) противотанковых взвода (3 50-мм Pak 38, 1 ручной пулемёт на каждый) - 3 велосипедный эскадрон (3 50-мм миномёта, 4 станковых пулемёта и 9 ручных пулемётов) - 1 (моторизованный) разведывательный эскадрон - 1 взвод связи - 1 мотоциклетный взвод (4 ручных пулемёта) - 1 миномётный взвод (4 80-мм миномёта) - 2 противотанковых взвода (3 37-мм Pak 36 и 1 ручной пулемёт на каждый) - 30-й артиллерийский полк - 1-й, 2-й и 3-й дивизионы, каждый в составе: - 3 батареи (4 105-мм орудия LeFH и 2 ручных пулемёта на каждую) - 2/60-й артиллерийский полк - 3 батареи (4 150-мм орудия sFH и 2 пулемёта на каждую) - 30-я артиллерийская наблюдательная батарея - 30-й батальон полевого пополнения (3 роты) - 30-й батальон связи - 1 (моторизованный) радиорота - 1 (моторизованный) телефонная рота - 1 (моторизованный) колонна снабжения связи - 30-й пионерный батальон - 2 пионерские роты (9 ручных пулемётов каждая) - 1 (моторизованный) пионерская рота (9 ручных пулемётов) - 1 (моторизованная) мостовая колонна Б - 1 (моторизованный) сапёрная колонна снабжения - 30-й отряд снабжения - 1-8-я (моторизованная) колонны лёгкого снабжения - 9/30-я (моторизованная) колонна лёгкого топлива - 30-й (моторизованный) взвод технического обслуживания - 30-я рота снабжения - 30-я дивизионная администрация - 30-я (моторизованная) полевая пекарня - 30-я (моторизованная) мясная рота - 1/30-я медицинская рота - 2/30-я (моторизованная) медицинская рота - 30-й (моторизованный) полевой госпиталь - 1/,2/30-я санитарные роты - 30-я ветеринарная рота - 30-я (моторизованная) военная полиция - 30-я (моторизованная) полевая почта - 126-я пехотная дивизия - Штабная рота 126-й дивизии (2 пулемёта) - 126-й (моторизованный) картографический взвод - 422-й пехотный полк - Штабная рота полка - 1 взвод связи - 1 пионерный взвод (3 ручных пулемёта) - 1 взвод конной разведки - 1 полковой оркестр - 3 батальона - 3 пехотные роты (12 ручных пулемёта, 3 50-миномёта) - 1 пулемётная рота (12 станковых пулемётов, 6 80-мм миномётов) - 1 рота орудий поддержки пехоты (2 150мм ПО & 6 75-мм ПТ-орудий) - 1 (моторизованная) противотанковая батарея (2 50-мм Pak 38, 9 37-мм Pak 36 и 4 ручных пулемёта) - 424-й пехотный полк: такой же, как 422-й пехотный полк - 426-й пехотный полк: такой же, как 422-й пехотный полк - 126-й разведывательный батальон - 1 (t-mot) взвод связи - 1 конный эскадрон (9 ручных пулемётов и 2 станковых пулемёта) - 1 велосипедный эскадрон (3 50-мм миномёта, 2 станковых пулемёта, & 9 ручных пулемётов) - 1 (моторизованный) разведывательный эскадрон - 1 противотанковый взвод (1 ручной пулемёт и 3 37-мм Pak 36) - 1 взвод пионеров (3 ручных пулемёта) - 1 взвод орудий поддержки пехоты (2 75-мм ПТ-орудия) - 126-й противотанковый дивизион - 1 (моторизованный) взвод связи - 3 (моторизованные) противотанковые батареи (12 37-мм Pak 36 и 6 ручных пулемётов) - 126-й артиллерийский полк - Штаб полка - Полковой оркестр - Метеорологическая секция - 1-й, 2-й и 3-й батальоны, каждый в составе: - 1 штабная рота - Топографическая секция - 3 батареи (4 105-мм орудия и 2 ручных пулемёта) - 4-й артиллерийский дивизион - 1 штабная рота - 3 батареи (4 150-мм орудия sFH и 2 ручных пулемёта) - 126-й батальон связи - 1 (t-mot) телефонная рота - 1 (моторизованный) радиорота - 1 (моторизованный) колонна снабжения световых сигналов - 126-й пионерный батальон - 2 пионерские роты (9 ручных пулемётов) - 1 (моторизованный) пионерская рота (9 ручных пулемётов) - 1 лёгкая (моторизованная) колонна инженерного снабжения - 1 (моторизованная) мостовая колонна Б (исключена к концу года) - 126-й батальон полевого пополнения (3 роты) - 126-й дивизионный отряд снабжения - 1-3/126-я лёгкие (моторизованное) колонны снабжения - 4-6/126-я конные колонны снабжения - 8-9/126-я лёгкие конные колонны снабжения - 126-я лёгкая колонна снабжения горючим - 126-я рота технического обслуживания (моторизованная) - 126-я лёгкая рота снабжения - 126-я (моторизованная) пекарня - 126-я (моторизованная) мясная секция - 126-я (моторизованная) секция квартирмейстера - 1/126-я (моторизованная) медицинская рота - 2/126-я (конная) медицинская рота - 126-й (моторизованный) полевой госпиталь - 1/,2/126-я санитарные колонны - 126-я ветеринарная рота - 126-й (моторизованный) взвод военной полиции - 126-я (моторизованная) полевая почта | - XXVIII армейский корпус: - 428-й (моторизованный) батальон снабжения - 428-я (моторизованная) лёгкая колонна снабжения - 428-я (моторизованная) колонна тяжелого топлива - 428-й (моторизованный) взвод технического обслуживания - 428-й (моторизованный) батальон связи - 2 (мот) роты перехвата сигналов - 1 (моторизованный) телефонная рота - 1 рота радиосвязи - 428-й (моторизованный) отряд военной полиции - 428-я (моторизованная) полевая почта - 24-е артиллерийское командование - 135-е артиллерийское командование - Штаб 785-го артиллерийского полка - 1/818-й артиллерийский полк - Штабная секция - (моторизованный) взвод связи - (моторизованная) топографическая секция - 3 (моторизованные) батареи (4 100-мм орудия на каждую) - 1 лёгкая (моторизованная) колонна снабжения боеприпасами (20 т) - 846-й артиллерийский дивизион - Штабная секция - (моторизованный) взвод связи - (моторизованная) топографическая секция - 3 (моторизованные) батареи (4 150-мм гаубицы sFH 18 на каждую) - 1 лёгкая (моторизованная) колонна снабжения боеприпасами (48 т) - 850-й артиллерийский дивизион - Штабная секция - (моторизованный) взвод связи - (моторизованный) топографическая секция - 3 (моторизованные) батареи (4 150-мм гаубицы sFH 18 на каждую) - 1 лёгкая (моторизованная) колонна снабжения боеприпасами (48 т) - 38-й горный наблюдательный батальон - 1 (моторизованный) Штабная батарея - 1 (моторизованная) геодезическая батарея - 1 (моторизованная) батарея звуковой разведки - 1 (моторизованная) батарея вспышек - 122-я мостовая колонна Б - 123-я мостовая колонна Б - 2-я мостовая колонна Б - 126-я мостовая колонна Б - 44-й мостовая колонна Б - 566-й мостостроительный батальон (1 рота) - 35-й командующий строительными войсками - 78-й (t-mot) строительный батальон - 132-й (конный) строительный батальон - 4-я батарея/59-й зенитный дивизион - 122-я пехотная дивизия: - Штабная рота дивизии (2 ручных пулемёта) - 1 (моторизованный) картографический взвод - 409-й пехотный полк - Штабная рота полка - 1 взвод связи - 1 саперный взвод (3 ручных пулемёта) - 1 полковой оркестр - 1 велосипедный разведывательный взвод - 3 батальона - 3 пехотные роты (12 ручных пулемёта, 3 50-миномёта) - 1 пулемётная рота (12 пулемётов, 6 80-мм миномётов) - 1 пулемётная рота поддержки пехоты (2 150 мм пехотных орудий & 6 75-мм ПТ-орудий) - 1 (моторизованная) противотанковая батарея (2 50-мм ПАК 50, 9 37-мм Pak 36 и 4 пулемёта) - 410-й пехотный полк: такой же, как 409-й пехотный полк - 411-й пехотный полк: такой же, как 409-й пехотный полк - 122-й разведывательный батальон - 1 (t-mot) штабной взвод связи - 1 конный эскадрон (9 ручных пулемётов и 2 станковых пулемёта) - 1 велосипедный эскадрон (3 50-мм миномёта, 2 станковых пулемёта, & 9 ручных пулемётов) - 1 (моторизованный) разведывательный эскадрон - 1 противотанковый взвод (1 ручной пулемёт и 3 37-мм Pak 36) - 1 взвод пионеров (3 ручных пулемёта) - 1 взвод орудий поддержки пехоты (2 75-мм ПТ-орудия) - 122-й противотанковый дивизион - 1 (моторизованный) взвод связи - 3 (моторизованные) противотанковые батареи (2 50-мм Pak 50, 9 37-мм Pak 36 и 4 ручных пулемёта) - 122-й артиллерийский полк - Штаб полка - Метеорологический отдел - 1-3-й дивизионы, каждый в составе: - 1 штабная рота - Топографическая секция - 3 батареи (4 105-мм пулемёта и 2 ручных пулемёта) - 4-й дивизион - 1 штабная рота - 3 батареи (4 150-мм орудия sFH и 2 ручных пулемёта) - 122-й батальон связи - 1 (t-mot) телефонная рота - 1 (моторизованный) радиорота - 1 (моторизованный) колонна снабжения световых сигналов - 122-й пионерный батальон - 2 пионерские роты (9 ручных пулемётов) - 1 (моторизованный) пионерская рота (9 ручных пулемётов) - 1 лёгкая (моторизованная) колонна инженерного снабжения - 1 (моторизованная) мостовая колонна Б (исключена к концу года) - 122-й батальон полевого пополнения (3 стрелковые роты) - 122-й отряд снабжения - 1-3/122-я лёгкие (моторизованное) колонны снабжения - 4-6/122-я конная колонна снабжения - 7-9/122-я лёгкая конная колонна снабжения (добавлено до конца года) - 10/122-я лёгкая (моторизованная) колонна снабжения горючим - 122-я рота технического обслуживания (моторизованная) - 122-я лёгкая рота снабжения - 122-я (моторизованная) пекарня - 122-я (моторизованная) мясная секция - 122-я (моторизованная) квартирмейстерская секция - 1/122-я (моторизованная) медицинская рота - 2/122-я (конная) медицинская рота - 122-й (моторизованный) полевой госпиталь - 1/,2/122-я санитарные колонны - 122-я ветеринарная рота - 122-й (моторизованный) взвод военной полиции - 122-я (моторизованная) полевая почта - 123-я пехотная дивизия: - Штабная рота 123-й дивизии (2 пулемёта) - 123-й (моторизованный) взвод картографии - 409-й пехотный полк - 1 взвод связи - 1 саперный взвод (3 ручных пулемёта) - 1 полковой оркестр - 1 конный взвод - 3 батальона - 3 пехотные роты (12 ручных пулемёта, 3 50-миномёта) - 1 пулемётная рота (12 пулемётов, 6 80-мм миномётов) - 1 пулемётная рота поддержки пехоты (2 150 мм & 6 75-мм ПТ-орудий) - 1 (моторизованная) противотанковая батарея (2 50-мм ПАК 50, 9 37-мм Pak 36 и 4 пулемёта) - 416-й пехотный полк: то же, что и 415-й пехотный полк - 418-й пехотный полк: то же, что и 415-й пехотный полк - 123-й разведывательный батальон - 1 (t-mot) взвод связи - 1 конный эскадрон (9 ручных пулемётов и 2 станковых пулемёта) - 1 велосипедный эскадрон (3 50-мм миномёта, 2 станковых пулемёта, & 9 ручных пулемётов) - 1 (моторизованный) разведывательный эскадрон - 1 противотанковый взвод (1 ручной пулемёт и 3 37-мм Pak 36) - 1 взвод пионеров (3 ручных пулемёта) - 1 взвод орудий поддержки пехоты (2 75-мм ПТ-орудия) - 123-й противотанковый дивизион - 1 (моторизованный) взвод связи - 3 (моторизованные) противотанковые батареи (2 50-мм PAK 50, 9 37-мм Pak 36 и 4 ручных пулемёта) - 123-й артиллерийский полк - Штаб полка - Полковой оркестр - Метеорологический отдел - 1-3-й дивизионы, каждый в составе: - 1 штабная рота - Топографическая секция - 3 батареи (4 105-мм пулемёта и 2 ручных пулемёта) - 4-й дивизион - 1 штабная рота - 3 батареи (4 150-мм орудия sFH и 2 ручных пулемёта) - 123-й батальон связи - 1 (t-mot) телефонная рота - 1 (моторизованный) радиорота - 1 (моторизованный) колонна снабжения световых сигналов - 123-й пионерный батальон - 2 пионерские роты (9 ручных пулемётов) - 1 (моторизованный) пионерская рота (9 ручных пулемётов) - 1 лёгкая (моторизованная) колонна инженерного снабжения - 1 (моторизованная) мостовая колонна «Б» (исключена к концу года) - 123-й батальон полевого пополнения (3 стрелковые роты) - 123-й отряд снабжения - 1-3/123-я лёгкие (моторизованное) колонны снабжения - 4-6/123-я конная колонна снабжения - 7-9/123-я лёгкие конные колонны снабжения (добавлены до конца года) - 10/123-я лёгкая (моторизованная) колонна снабжения горючим - 123-я рота технического обслуживания (моторизованная) - 123-я лёгкая рота снабжения - 123-я (моторизованная) пекарня - 123-я (моторизованная) мясная секция - 123-я (моторизованная) секция квартирмейстера - 1/123-я (моторизованная) медицинская рота - 2/123-я (конная) медицинская рота - 123-й (моторизованный) полевой госпиталь - 1/,2/123-я санитарные колонны - 123-я ветеринарная рота - 123-й (моторизованный) взвод военной полиции - 123-я (моторизованная) полевая почта |

| - L армейский корпус: - 31-е артиллерийское командование - 251-я пехотная дивизия - Штаб 251-й дивизии - 251-й (моторизованный) картографический отряд - 251-й мотоциклетный посыльный взвод - 1/,2/,3/451-й пехотный полк - 1 взвод связи - 1 взвод конной разведки - 1 пионерный взвод (3 ручных пулемёта) - 3 батальона, каждый из которых имеет: - 3 роты (12 ручных пулемёта, 3 ПТР и 2 50-мм миномёта) - 1 пулемётная рота (12 пулемётов и 6 80-мм миномётов) - 1 рота пехотных орудий (2 150-мм орудия SIG и 6 75-мм орудий LeIG) - 1 (моторизованный) противотанковый взвод (12 37-мм Pak 36 и 4 ручных пулемёта) - 1 взвод пионеров - 1 лёгкая колонна - 1/,2/,3/459-й пехотный полк: то же, что и 451-й пехотный полк - 1/,2/,3/471-й пехотный полк: то же, что и 451-й пехотный полк - 251-й противотанковый дивизион - 1 (моторизованный) взвод связи - 2 (моторизованные) противотанковые батареи (3 47-мм французских ПТ орудия, 9 37-мм Pak 36 и 6 ручных пулемётов на каждую) - 1 (моторизованная) противотанковая батарея (9 37-мм Pak 36 и 6 ручных пулемётов) - 251-й разведывательный батальон - 1 (моторизованный) взвод связи - 2 эскадрона велосипедов (2 станковых пулемёта и 9 ручных пулемётовS) - 1 (моторизованный) взвод пехотных орудий (2 75-мм пулемёта LeIG) - 1 (моторизованный) противотанковый взвод (3 37-мм Pak 36 и 1 ручной пулемёт) - 251-й артиллерийский полк: - 1 метеорологический отряд - 1 взвод связи - 1-й, 2-й и 3-й батальоны, каждый в составе: - 1 взвод связи - 1 топографический взвод - 3 батареи (4 105-мм пушки и 2 пулемёта на каждую) - 4/251-й артиллерийский полк - 1 взвод связи - 1 топографический взвод - 3 батареи (4 150-мм орудия sFH и 2 ручных пулемёта на каждую) - 251-й батальон связи - 1 (моторизованный) телефонная рота - 1 (моторизованный) радиорота - 1 (моторизованный) колонна обеспечения световых сигналов - 251-й пионерный батальон - 1 батальонный оркестр - 1 (моторизованный) пионерская рота (9 ручных пулемётов) - 2 пионерные роты (9 ручных пулемётов на каждую) - 1 (моторизованная) мостовая колонна - 1 (моторизованный) лёгкая пионерская колонна снабжения - 251-й отряд снабжения - 4/8-я, 2/32-я и 3/351-я (моторизованная) лёгкие колонны снабжения - 5/,6/,7/251-я лёгкие колонны снабжения - 9/251-я (моторизованная) колонна лёгкого топлива - 251-й (моторизованный) взвод технического обслуживания - 251-я (моторизованная) рота снабжения - 251-я (моторизованная) полевая пекарня - 251-я (моторизованная) полевая мясная рота - 251-я дивизионная администрация - 251-й полевой госпиталь - 1/251-я медицинская рота - 2/251-я (моторизованная) медицинская рота - 1/,2/251-я (моторизованная) санитарные машины - 251-я ветеринарная рота - 251-й (моторизованный) отряд военной полиции - 251-я (моторизованная) полевая почта - Полицейская дивизия СС: - Дивизионный штаб - 1 дивизионный штаб (4 станковых пулемёта) - 1 (моторизованный) картографический отряд - 1-й, 2-й и 3-й полицейские полки, каждый в составе: - 3 батальона, каждый из которых имеет: - 3 пехотные роты (каждая из которых имеет: 12 ручных пулемёта, 3 противотанковых ружья, 3 50-мм миномёта) - 1 рота тяжёлой пехоты (12 станковых пулемётов, 6-80-мм миномётов) - 1 рота поддержки пехоты (2 150-мм пехотных орудия и 6 75-мм ПТ-орудий) - 1 противотанковая батарея (2 50-мм Pak 38, 9 37-мм Pak 36 и 5 пулемётов) - Полицейский противотанковый дивизион - 3 (моторизованные) противотанковые батареи (6 50-мм Pak 38, 4 37-мм Pak 36 и 8 пулемётов на каждую) - Велосипедный батальон полиции - 2 велосипедные роты (каждая с 3 50-мм миномёта, 2 пулемёта, 12 пулемётов, 3 противотанковых ружья) - 1 (моторизованная) рота поддержки, в составе: - 1 (моторизованный) сапёрный взвод (3 ручных пулемёта) - 1 самоходная противотанковая батарея (3 37-мм Pak 36 и 2 ручных пулемёта) - 1 миномётный взвод (6 80-мм миномётов) - Полицейский артиллерийский полк - Штабная батарея полка - 1-3-й артиллерийские батальоны, каждый в составе: - 3 (motZ) батареи (3 105-мм орудия LeFH 18 и 2 ручных пулемёта на каждую) - 4-й артиллерийский дивизион - 3 (motZ) батареи (3 150-мм sFH 18 и 2 ручных пулемёта на каждую) - Батальон связи - 1 (моторизованный) радиорота - 1 (моторизованный) телефонная рота - 1 (моторизованный) колонна обеспечения световых сигналов (2 БМГ) - Пионерский батальон - 1 (моторизованный) пионерская рота (9 ручных пулемётов и 3 противотанковых ружья) - 2 пионерские роты (9 ручных пулемётов и 3 противотанковых ружья на каждую) - 1 лёгкая инженерная колонна снабжения (2 пулемёта) - 1 (моторизованный) взвод управления дивизии - 1 (моторизованный) мясная рота - 1 (моторизованный) пекарня - 10 (мот) лёгких колонн снабжения (по 2 пулемёта на каждую) - 1 (моторизованная) колонна снабжения лёгким топливом (2 ручных пулемёта) - 1 (моторизованная) рота технического обслуживания (2 ручных пулемёта) - 1 (моторизованный) рота лёгкого снабжения (2 ручных пулемёта) - 1 (моторизованный) медицинская рота (2 ручных пулемёта) - 1 (не мот.) медицинская рота (2 ручных пулемёта) - 2 роты скорой помощи (2 ручных пулемёта на каждую) - 1 (моторизованный) рота военной полиции - 1 (моторизованный) полевая почта - 1 ветеринарная рота | - Армейский резерв: - 253-я пехотная дивизия: - 253-й картографический отряд - 253-й взвод мотоциклистов-посыльных - 453-й пехотный полк - 1 штабная рота полка - 1 пионерный взвод (3 ручных пулемёта) - 1 взвод связи - 1 полковой оркестр - 1-3-й батальоны, каждый в составе: - 3 пехотные роты, каждая из которых имеет: (12 ручных пулемёта, 3 ПТР и 2 50-мм миномёта) - 1 пулемётная рота (12 станковых пулемётов и 6 80-мм миномётов) - 1 рота пехотных орудий (2 150-мм орудия SIG и 6 75-мм орудий LeIG) - 1 противотанковая батарея (3 47-мм, 9 37-мм Pak 36 и 6 ручных пулемётов) - 464-й пехотный полк: то же, что и 453-й пехотный полк - 473-й пехотный полк: такой же, как 453-й пехотный полк - 253-й артиллерийский полк - Полковая штабная батарея - 1-й, 2-й и 3-й батальоны, каждый в составе: - 1 штабная батарея - 3 батареи (по 4 105-мм орудия и 2 ручных пулемёта) - 4/253-й артиллерийский полк - 1 штабная батарея - 3 батареи (4 150-мм орудия sFH и 2 пулемёта на каждую) - 253-й противотанковый дивизион - 1 (моторизованный) взвод связи - 2 (моторизованные) противотанковые батареи (3 47-мм французских ПТ-орудия, 9 37-мм пушек Pak 36 и 6 ручных пулемётов на каждую) - 1 (моторизованная) противотанковая батарея (9 37-мм Pak 36 и 6 ручных пулемётов) - 253-й разведывательный батальон - 1 (t-mot) взвод связи - 2 велосипедных эскадрона (12 ручных пулемёта, 2 станковых пулемёта, 3 ПТ-ружья, 3 50-мм миномёта) - 3 противотанковых ружья, 3 50-мм миномёта) - 1 (моторизованный) отделение пехотных орудий (2 75-мм ПТ-орудия) - 1 противотанковый взвод (3 37-мм Pak 36 & 1 ручной пулемёт) - 253-й батальон полевого пополнения (6 рот) - 253-й (t-mot) пионерный батальон - 1 (велосипедная) пионерская рота (9 ручных пулемётов) - 2 пионерная рота (9 пулемётов на каждого) - 253-й (моторизованный) батальон связи - 1 (моторизованная) радиорота (2 ручных пулемёта) - 1 (tmot) телефонная рота (2 ручных пулемёта) - 1 (моторизованная) колонна снабжения (2 пулемёта) - 253-й отряд снабжения - 1-3/253-я лёгкие (моторизованное) колонны снабжения (1 ручной пулемёт на каждую) - 4-8/253-я лёгкие колонны снабжения (1 ручной пулемёт на каждую) - 9/253-я (моторизованная) лёгкая колонна снабжения (2 пулемёта) - 253-й (моторизованный) взвод технического обслуживания (2 пулемёта) - 253-я (моторизованная) рота снабжения (2 пулемёта) - 253-я (моторизованная) полевая пекарня (2 пулемёта) - 253-я (моторизованная) полевая мясная рота (2 пулемёта) - 253-я дивизионная администрация (2 пулемёта) - 253-й (моторизованный) полевой госпиталь (2 пулемёта) - 1/253-я медицинская рота (2 пулемёта) - 2/253-я (моторизованная) медицинская рота (2 ручных пулемёта) - 1/253-я (конная) санитарная рота (2 пулемёта) - 2/253-я (моторизованная) санитарная рота (2 пулемёта) - 253-я ветеринарная рота (2 ручных пулемёта) - 253-й (моторизованный) отряд военной полиции (2 ручных пулемёта) - 253-я (моторизованная) полевая почта (1 ручной пулемёт) |

| В августе 1941: - 1-й армейский корпус - 2-й армейский корпус - 10-й армейский корпус - 28-й армейский корпус - 50-й армейский корпус В ноябре 1941: - 1-й армейский корпус - 2-й армейский корпус - 10-й армейский корпус - 39-й армейский корпус В июле 1942: - 2-й армейский корпус - 10-й армейский корпус - 39-й армейский корпус В январе 1943: - 2-й армейский корпус - 10-й армейский корпус В августе 1943: - 2-й армейский корпус - 8-й армейский корпус - 10-й армейский корпус - 43-й армейский корпус | В ноябре 1943: - 1-й армейский корпус - 2-й армейский корпус - 8-й армейский корпус - 10-й армейский корпус - 43-й армейский корпус В марте 1944: - 1-й армейский корпус - 2-й армейский корпус - 8-й армейский корпус - 10-й армейский корпус В ноябре 1944: - 16-й армейский корпус - 43-й армейский корпус - 6-й армейский корпус СС |

## Командующие армией
- Генерал-полковник Эрнст Буш (22 октября 1939 — 12 октября 1943)
- Генерал артиллерии Кристиан Ханзен 12 октября 1943 — 1 июля 1944
- Генерал пехоты Пауль Лаукс 3 июля 1944 — 29 августа 1944
- Генерал-полковник Карл Хильперт 3 сентября 1944 — 10 марта 1945
- Генерал пехоты Эрнст-Антон фон Крозиг 10 марта 1945 — 16 марта 1945 (убит)
- Генерал горных войск Фридрих-Йобст Фолькамер фон Кирхензиттенбах 16 марта 1945 — 8 мая 1945